# Chirpan Peak
Chirpan Peak är en bergstopp i Antarktis. Den ligger i Sydshetlandsöarna. Argentina, Chile och Storbritannien gör anspråk på området. Toppen på Chirpan Peak är 535 meter över havet, eller 383 meter över den omgivande terrängen. Bredden vid basen är 11,0 km.
Terrängen runt Chirpan Peak är varierad. Trakten är glest befolkad. Närmaste befolkade plats är forskningsstationen St. Kliment Ohridski, 6,6 kilometer väster om Chirpan Peak. 